# Pseudotyrannochthonius octospinosus
Pseudotyrannochthonius octospinosus är en spindeldjursart som beskrevs av Beier 1930. Pseudotyrannochthonius octospinosus ingår i släktet Pseudotyrannochthonius och familjen käkklokrypare. Inga underarter finns listade i Catalogue of Life.